# Fidonia plummistaria
Fidonia plummistaria là một loài bướm đêm trong họ Geometridae.